# Trolltjärnen (Bjuråkers socken, Hälsingland)
Trolltjärnen är en sjö i Hudiksvalls kommun i Hälsingland och ingår i Delångersåns huvudavrinningsområde.